# Sinn und Form
Sinn und Form ist eine in Berlin zweimonatlich erscheinende Zeitschrift für Literatur und Kultur, die von der Akademie der Künste herausgegeben wird. Während der Zeit der DDR kam ihr eine besondere Bedeutung zu, da sie als verhältnismäßig liberal galt. Einen wichtigen Raum in dieser Zeitschrift nehmen neben der Literatur der philosophische und politische Essay sowie Gespräche mit bedeutenden Autoren, Künstlern und Philosophen ein.

## Geschichte

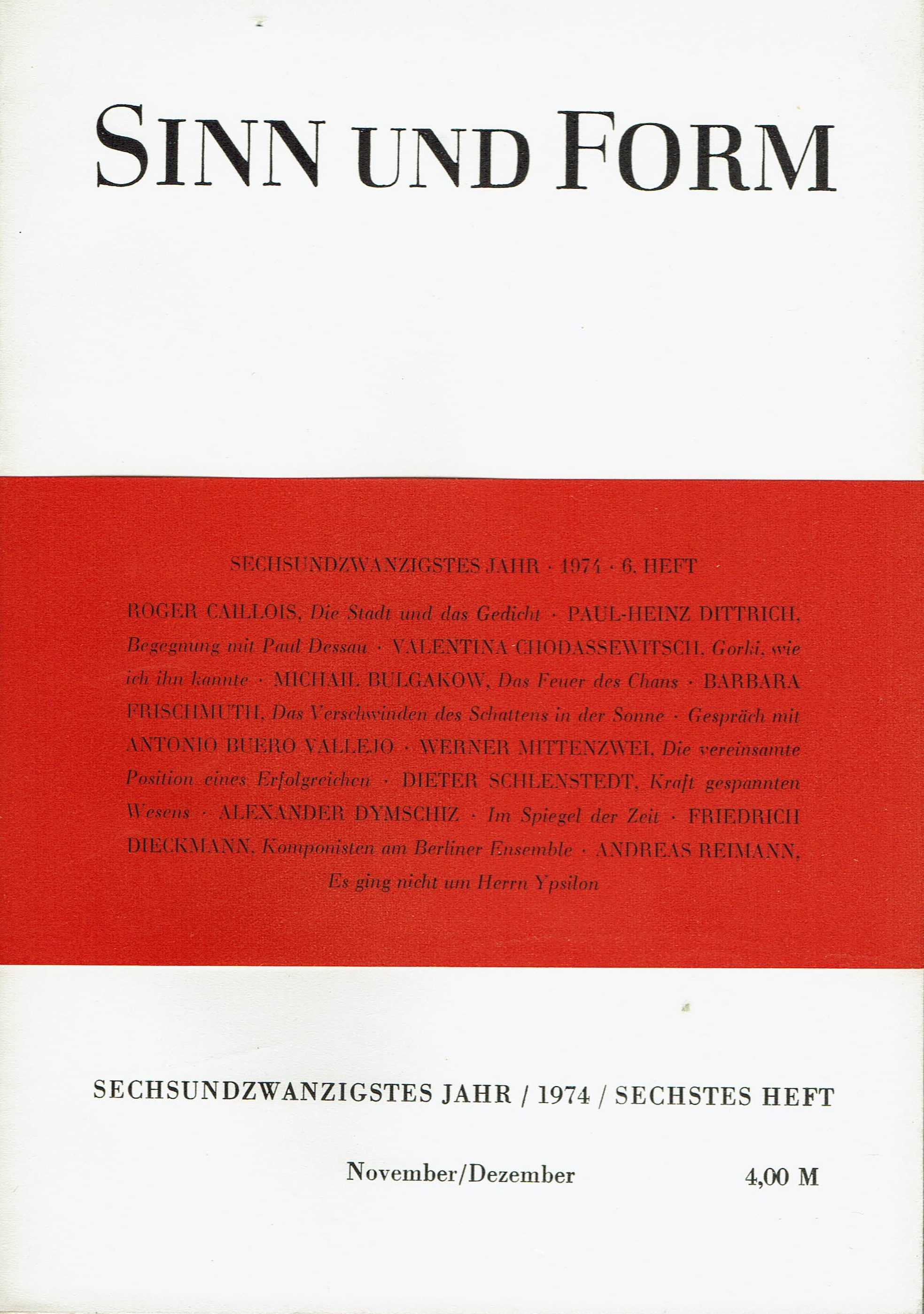
Sinn und Form 1974

Die Zeitschrift erschien ab Anfang 1949 in West-Berlin, herausgegeben von Johannes R. Becher und Paul Wiegler. Dass die Lizenz die Sowjetische Militäradministration in Deutschland (SMAD) erteilt hatte und dass ihr Sitz dem sowjetisch kontrollierten Berliner Rundfunk gehörte, wurde zunächst verschwiegen. Erster Chefredakteur war Peter Huchel (1949–1962). Ihm folgten Bodo Uhse (1963), Wilhelm Girnus (1964–1981), Paul Wiens (1982) und Max Walter Schulz (1983–1990). Seit 1991 war Sebastian Kleinschmidt Chefredakteur. Diesen Posten übernahm im September 2013 der seit 2006 in der Redaktion der Zeitschrift tätige Matthias Weichelt.
Die Zeitschrift sollte ursprünglich „Maß und Wert“ heißen, nach der von Thomas Mann gegründeten, aber nicht lange bestehenden Exilzeitschrift. Mann gab den Titel jedoch nicht frei. Unklar ist, ob sie dann nach der Publikation Form and Sense benannt wurde, die der österreichische Maler und Autor Wolfgang Paalen im Exil in Mexiko konzipierte. Johannes R. Becher konzipierte die Zeitschrift zum einen als Verständigungsorgan für Intellektuelle, zum anderen als kulturelles Aushängeschild der späteren DDR nach außen. Dennoch war die Zeitschrift kein Parteiorgan und druckte auch Texte junger Autoren, die ansonsten keine Möglichkeit zur Veröffentlichung in der DDR fanden. Seit Ende 1950 ein Organ der Ost-Berliner Deutschen Akademie der Künste, unterlag die Zeitschrift im Gegensatz zu vielen anderen Medien keiner Vorzensur.
Einige Kritiker sind jedoch der Ansicht, die relative Liberalität des Blattes zu DDR-Zeiten habe primär auf die Wirkung nach außen abgezielt. Dieter Noll, der 1981 das Angebot ablehnte, Chefredakteur zu werden, schätzte diese Strategie so ein:

„Man muß dieses Blatt schon sehen als ein repräsentatives Blatt der Akademie, wo eben ganz bewußt hier und dort mal ein Auge zugedrückt wird, wenn man etwas in die Zeitschrift hineingeschrieben hat, was politisch nicht richtig war. Das wirkte im Ausland angenehm liberal und war Ausdruck einer nichtrepressiven Kulturpolitik. Wir legen ja Wert darauf, daß wir diesen Eindruck machen.“

Der ehemalige Chefredakteur Sebastian Kleinschmidt gibt an, Sinn und Form habe von jeher in Westdeutschland ein stärkeres Echo gefunden als im Osten. Ein Teil der Auflage wurde zu DDR-Zeiten gratis in den Westen verschickt.
Die Zeitschrift stand unter ständiger Beobachtung, wurde allerdings nicht zensiert. Im Anschluss an das Erscheinen unliebsamer Beiträge wurden Redakteuren teilweise Parteiverfahren angedroht. Mitte 1988 stand nach der Veröffentlichung eines stalinismuskritischen Textes, den Becher bereits im Jahr 1957 geschrieben hatte, ein Verbot der Zeitschrift zur Diskussion. Bereits in den 1950er Jahren stand Sinn und Form politisch stark in der Kritik, die sich vor allem gegen den Chefredakteur Peter Huchel richtete. Huchel hatte jedoch in Bertolt Brecht einen einflussreichen Fürsprecher. Nach dessen Tod wurde er 1962 zum Rücktritt gezwungen.
Am 23. Februar 2023 urteilte das Landgericht Berlin, dass die Akademie der Künste die Zeitschrift zunächst nicht weiter herausgeben dürfe. Hintergrund war eine Klage der Zeitschrift Lettre International und ihres Chefredakteurs Frank Berberich dahingehend, dass die Akademie der Künste öffentliche Mittel zur Produktion der Zeitschrift nutze und es somit zu einem Wettbewerbsvorteil komme. Das Gericht bemängelte, dass die Satzung der Akademie diese Frage nicht hinreichend kläre. Nach Überwindung der formalen Hindernisse, die das Gericht gesehen hatte, konnte die Zeitschrift im Mai 2023 ihre gewohnte Erscheinungsweise wieder aufnehmen.

## Digitales Archiv
Die Jahrgänge seit 2019 stehen auch online zum PDF-Download zur Verfügung. Rückwirkend wurden zudem alle Ausgaben von 1949 bis 1991 digitalisiert und anlässlich des 75-jährigen Jubiläums der Zeitschrift im Juni 2024 zugänglich gemacht. Peter Richter in der Süddeutschen Zeitung: »Es ist wirklich ein Schatz, der da gehoben wurde: 4000 Beiträge.«